# Acacia piligera
Acacia piligera é uma espécie de leguminosa do gênero Acacia, pertencente à família Fabaceae.